# Granny
Granny (укр. Бабця, або Бабуся) — відеогра в жанрі інді-горор та, від студії DVloper. Вихід гри на Android відбувся 24 листопада 2017 року, а 12 грудня була портована на iOS. Вже 20 листопада 2018 року опублікована офіційна гра на персональні комп'ютери. Ця гра здобула широку популярність на платформі YouTube.

## Сюжет
Сюжет гри не згадується у мобільній версії. У Steam-версії (для Windows) гра починається зі сцени, в якій гравець йде лісом^
Головний герой загубився у лісі, тут він бачить чийсь будинок, але бабця, що мешкає у оселі, ловить його у полон. Він приходить до тями вже у тому будинку, але втекти з нього не так просто: єдиний варіант — головний вихід, який замкнений на безліч замків. Для порятунку доведеться знайти ключ від кожного з них і спробувати відкрити двері, а заодно постаратися не потрапити до рук бабусі, яка явно налаштована вороже. Ховатися від лиходійки можна в різних кімнатах, ховаючися під ліжками, столами та в шафах. Заодно доведеться перевіряти їх на наявність корисних для виживання предметів - плоскогубців, молотка, викрутки, ключів та м'якої іграшки. На втечу відводиться п'ять днів , хоча на низьких рівнях складності, «Легко» і «Нормально», гравець також може отримати додатковий день — для цього необхідно зібрати картину в підвалі . Ускладнюється цей процес тим, що в інвентарі може бути лише один предмет, а для втечі доведеться ходити по будинку і збирати різні предмети, причому робити це необхідно якомога тихіше.

## Ігровий процес
Гра зосереджена на використанні різних предметів протягом п'яти днів, щоб втекти з дому, уникаючи єдиної активної загрози переслідування. Перед гравцем постають три варіанти втечі: зняти замки з вхідних дверей, відремонтувати машину в гаражі, або ж пройти по каналізаційній трубі, причому два останні способи втечі вимагатимуть додаткового набору предметів.
Бабуся обшукує будинок у пошуках гравця, використовуючи будь-який гучний звук у своїх цілях та розставляючи пастки, щоб перешкодити гравцеві просуватися вперед. Якщо бабуся помітить гравця, то почне його переслідувати. На верхньому горищному поверсі живе гігантський павук, який охороняє важливий предмет та нападає на гравця; щоб отримати предмет, головний герой може відволікти павука, замкнути чи вбити його. Також у бабусі є ще один вихованець, ворон, який сидить у клітці і також охороняє певну річ. Якщо гравець спробує взяти її, ворон клюне його. Щоб забрати предмет, головний герой може відволікти птаха їжею в годівниці або вбити її за допомогою дробовика. Вбивства павука та ворона мають негативний наслідок: бабуся зможе відстежувати місце розташування гравця.
Також у бабусі живе її дочка, що прийняла після смерті вигляд павука з величезною головою та вісьмома павуковими лапами. Вона мешкає в стічних канавах, куди можна потрапити за допомогою павукового ключа. Дочка бабусі, на відміну від самої бабусі та інших вихованців, практично невразлива до будь-якої зброї: при спробі знешкодити її вона лише на кілька секунд втратить рівновагу, після чого продовжить переслідувати головного героя.
За час знаходження в будинку гравець також отримує травми, які включають кульгавість та кров з боків екрану. Якщо бабуся спіймає гравця, то вирубає його битою, що завершить поточний день. Головного героя також можуть вирубати кілька інших небезпечних факторів навколишнього середовища, які трапляються протягом усієї гри. Якщо гравця впіймають в останній день, з'явиться одна з чотирьох поганих кінців, і гравець повернеться в головне меню. Персонаж може позбавити бабусю свідомості або тимчасово засліпити її, використовуючи різні пастки та зброю.
Додатковий «кошмарний режим» додає в гру щура, змінює зовнішність бабусі та текстури поверхонь.

## Сприйняття
Гра Granny зайняла перше місце серед ігрових iOS-запитів за травень 2018 року, також перебуваючи в топі запитів в інші періоди .
Гра стала вірусним хітом на різних платформах, ставши другою за переглядами мобільною відеогрою на YouTube у травні 2018 року . У гри з'явилося безліч клонів, багато з яких було зроблено зі злим наміром, наприклад, Scary Granny , гра-шахрай, призначена для зараження пристроїв гравців шкідливим ПЗ . На платформі Google Play гра отримала понад 100 мільйонів завантажень.
Вільям Левінські з Indie Game Critic поставив грі 10 із 10 зірок, назвавши її управління «дуже добре реалізованим», а звукові ефекти — «зірковими»; рецензент зазначив, що вона ефективно лякає гравця . Нілі Джонсон з Common Sense Media дав грі негативний відгук, поставивши їй 2 зірки з 5, заявивши, що вона «схожа на прототип для якіснішого застосування», і назвавши графіку «несмачною», при цьому зазначивши, що вона лякає .
На даний момент гра Granny має довгу, заплутану і не зрозумілу історію головних персонажів, але це не заважає вже 7 рік страхати різних блогерів. За 7 років багато програмістів робили моди для гри від найпростіших зі зміною текстур до складніших з додаванням меню Бога, а також багатьох корисних функцій.